# Governo Orbán III
Il governo Orbán III è stato il 72°esimo governo dell'Ungheria per un totale di 3 anni 11 mesi 12 giorni tra il 6 giugno 2014 e il 18 maggio 2018. Il primo ministro Viktor Orbán ha formato il suo terzo governo dopo che la sua alleanza di partito, Fidesz e il suo partner di coalizione, il Partito popolare democratico cristiano (KDNP) hanno vinto con maggioranza qualificata le elezioni parlamentari del 2014

## Situazione Parlamentare
La legenda raffigura la situazione  parlamentareal momento del giuramento del nuovo governo:
| Camera              | Collocazione | Partiti | Seggi     |
| ------------------- | ------------ | --- | --------- |
| Assemblea nazionale | Maggioranza  | Fidesz - KDNP (133)                                                                                                   | 133 / 199 |
| Assemblea nazionale | Opposizione  | Unità (MSZP - DK - Együtt - PM - MLP) (38),Movimento per un'Ungheria Migliore (23),La Politica può essere Diversa (5) | 67 / 199  |

Situazione parlamentare dal 22 Febbraio 2015 quando due parlamentari della coalizione di governo passano all'opposizione 
| Camera              | Collocazione | Partiti | Seggi     |
| ------------------- | ------------ | --- | --------- |
| Assemblea nazionale | Maggioranza  | Fidesz - KDNP (131) | 131 / 199 |
| Assemblea nazionale | Opposizione  | Fidesz - KDNP (2) Unità (MSZP - DK - Együtt - PM - MLP) (38),Movimento per un'Ungheria Migliore (23),La Politica può essere Diversa (5) | 69 / 199  |

## lista dei ministri
Fidesz
     KDNP
     Indipendente
| Carica | Immagine | Titolare         | Partito politico | Partito politico | In Carica                          |
| Presidente del Consiglio Dei Ministri |          | Viktor Orbán     |                  | Fidesz           | 10 Maggio 2014 – 10 Maggio 2018    |
| Vice Primo Ministro senza portafoglio per la politica nazionale                                                                                     |          | Zsolt Semjén     |                  | KDNP             | 6 Giugno 2014 – 18 Maggio 2018     |
| Ministro della Presidenza del Consiglio dei Ministri                                                                                                |          | János Lázár      |                  | Fidesz           | 6 Giugno 2014 – 18 Maggio 2018     |
| Ministro dell'Ufficio di Gabinetto del Primo Ministro                                                                                               |          | Antal Rogán      |                  | Fidesz           | 17 Ottobre 2015 – 18 Maggio 2018   |
| Ministro degli affari esteri e del commercio |          | Tibor Navracsics |                  | Fidesz           | 6 Giugno 2014 – 13 Settembre 2014  |
| Ministro degli affari esteri e del commercio |          | Péter Szijjártó  |                  | Fidesz           | 23 Settembre 2014 – 18 Maggio 2018 |
| Ministro interno |          | Sándor Pintér    |                  | Indipendente     | 6 Giugno 2014 – 18 Maggio 2018     |
| Ministero della Giustizia |          | László Trócsányi |                  | Indipendente     | 6 Giugno 2014 – 18 Maggio 2018     |
| Ministero of Nazionale dell' Economia |          | Mihály Varga     |                  | Fidesz           | 6 Giugno 2014 – 18 Maggio 2018     |
| Ministero delle risorse umane |          | Zoltán Balog     |                  | Fidesz           | 6 Giugno 2014 – 18 Maggio 2018     |
| Ministero dello sviluppo nazionale |          | Miklós Seszták   |                  | KDNP             | 6 Giugno 2014 – 18 Maggio 2018     |
| Ministero dell' Agricoltura |          | Sándor Fazekas   |                  | Fidesz           | 6 June 2014 – 18 May 2018          |
| Ministero della Difesa |          | Csaba Hende      |                  | Fidesz           | 6 Giugno 2014 – 9 Settembre 2015   |
| Ministero della Difesa |          | István Simicskó  |                  | KDNP             | 10 Settembre 2015 – 18 Maggio 2018 |
| Ministro Senza Portafoglio responsabile della pianificazione, costruzione e messa in servizio delle due nuove unità della centrale nucleare di Paks |          | János Süli       |                  | Indipendente     | 2 Maggio 2017 – 18 Maggio 2018     |
| Ministro senza Portafoglio responsabile dello sviluppo delle città con diritti di contea                                                            |          | Lajos Kósa       |                  | Fidesz           | 2 Ottobre 2017 – 18 Maggio 2018    |